# Афанасьевский (Ростовская область)
Афана́сьевский — хутор в Миллеровском районе Ростовской области.
Входит в состав Волошинского сельского поселения.

## География
Хутор находится недалеко от государственной границы с Украиной.

## Население
| 2010 |
| ---- |
| 130  |

## Улицы
| - ул. Луговая, - ул. Мира, - ул. Набережная, | - ул. Подгорная, - ул. Солнечная, - ул. Центральная. |